# Plumularia dendritica
Plumularia dendritica är en nässeldjursart som beskrevs av Nutting 1900. Plumularia dendritica ingår i släktet Plumularia och familjen Plumulariidae. Inga underarter finns listade i Catalogue of Life.